# العلاقات الجورجية الكيريباتية
العلاقات الجورجية الكيريباتية هي العلاقات الثنائية التي تجمع بين جورجيا وكيريباتي.

## مقارنة بين البلدين
هذه مقارنة عامة ومرجعية للدولتين:
| وجه المقارنة                                              | جورجيا                          | كيريباتي                        |
| --------------------------------------------------------- | ------------------------------- | ------------------------------- |
| المساحة (كم2)                                             | 69.70 ألف                       | 811                             |
| عدد السكان (نسمة)                                         | 3.72 مليون                      | 116.40 ألف                      |
| الكثافة السكانية (ن./كم²)                                 | 53.37                           | 14.35 ألف                       |
| العاصمة                                                   | تبليسي، كوتايسي                 | جنوب تاراوا                     |
| اللغة الرسمية                                             | اللغة الجورجية، اللغة الأبخازية | لغة إنجليزية، اللغة الكيريباتية |
| العملة                                                    | لاري جورجي                      | دولار كريباتي، دولار أسترالي    |
| الناتج المحلي الإجمالي (بليون دولار)                      | 15.16 مليار                     | 196.15 مليون                    |
| الناتج المحلي الإجمالي (تعادل القوة الشرائية) بليون دولار | 35.68 مليار                     | 224.26 مليون                    |
| الناتج المحلي الإجمالي الاسمي للفرد دولار أمريكي          | 3.79 ألف                        | 1.42 ألف                        |
| الناتج المحلي الإجمالي للفرد دولار أمريكي                 |                                 | 1.81 ألف                        |
| مؤشر التنمية البشرية                                      | 0.754                           | 0.590                           |
| رمز المكالمات الدولي                                      | +995                            | +686                            |
| رمز الإنترنت                                              | .ge، .გე ‏                       | .ki                             |
| المنطقة الزمنية                                           | ت ع م+04:00                     |                                 |

## منظمات دولية مشتركة
يشترك البلدان في عضوية مجموعة من المنظمات الدولية، منها:
| علم المنظمة | اسم المنظمة                   | تاريخ انضمام جورجيا | تاريخ انضمام كيريباتي |
| ----------- | ----------------------------- | ------------------- | --------------------- |
|             | البنك الدولي للإنشاء والتعمير | 7 أغسطس 1992        | 29 سبتمبر 1986        |
|             | يونسكو                        | 7 أكتوبر 1992       | 24 أكتوبر 1989        |
|             | الاتحاد البريدي العالمي       | ?                   | ?                     |
|             | الاتحاد الدولي للاتصالات      | 7 يناير 1993        | 3 نوفمبر 1986         |
|             | مؤسسة التمويل الدولية         | 29 يونيو 1995       | 2 أكتوبر 1986         |
|             | الأمم المتحدة                 | 31 يوليو 1992       | 14 سبتمبر 1999        |
|             | مؤسسة التنمية الدولية         | 31 أغسطس 1993       | 2 أكتوبر 1986         |

## وصلات خارجية
- موقع وزارة الخارجية الجورجية